# Distretto di Gizab
Il distretto di Gizab è un distretto dell'Afghanistan appartenente alla provincia del Daikondi. Viene stimata una popolazione di 32 322 abitanti (stima 2016-17).